# Râul Fibiș
Râul Fibiș este un afluent al râului Beregsău. 

## Hărți
- Harta județului Timiș